# 華基工業中心
華基工業中心（1981年－2000年9月27日），曾是位於香港新界荃灣的雙座式工業大廈，由新鴻基地產及華光集團合作發展，1979年5月預售A座，同年7月預售B座。因興建九廣西鐵（現稱屯馬線）之葵青隧道，而於2000年被清拆。現址為私人屋苑環宇海灣。

## 遷拆過程

### 被納入西鐵工程而需收回用地
華基工業中心納入西鐵第一期工程（即由屯門市中心至西九龍欽州街一段）的第二階段收回用地，於1999年7月刊憲，2000年1月可以收回。惟距離收地只有一年時間，政府仍未定出具體方法協助廠戶搬遷。地政總署曾經提議，由政府去信鼓勵銀行給予有關物業信貸或加按，以解決廠戶在搬遷上的財政困難。
1999年8月26日，300多名荃灣華基工業中心業主立案法團代表，連同香港中小型企業聯合會、民建聯及港進聯的代表，遊行到行政長官辦公廳，向特區行政長官遞請願信；不滿政府為配合興建西鐵所實行的收地方案尺價僅300多元金額太低，百分之97的業主都不滿賠償金額，要求政府重申釐定賠償金額，協助他們搬遷，讓他們能夠繼續營運。
地政總署發言人林炳權回應記者時表示，政府所提供的賠償金額，是按《鐵路條例》及收地時的市價為基準，屬法定賠償。

### 業主立案法團及業主入稟法院 要求司法覆核收地決議
同年9月末，受工程影響而遭政府收地的華基工業中心業主立案法團及50名業主入稟法院，指收地跟發展鐵路無關，要求司法覆核地政總署署長的收地決議。負責為西鐵收地的地政總署總產業測量師茹建文指出，《鐵路條例》訂明，只要收地的目的是為興建鐵路，政府便有權收回土地，而鐵路上蓋是否涉及商業利益發展，則是另一回事。他表示，《鐵路條例》有別《土地收回條例》（香港法例第124章），沒有註明收地目的，必須符合公共利益。根據這個說法，地政總署根據鐵路條例收地，業主便不能以「收地並非為公眾利益」，而拒絕交還土地。
九鐵發言人回應，由於西鐵在華基地底經過時會影響樓宇的地基，所以必須拆卸。對於華基部分業主入稟法院禁止收地，九鐵不予評論。

### 業主敗訴
2000年3月1日，高院法官裁定荃灣華基工業中心業主立案法團的司法覆核敗訴，政府可依例收回該大廈地皮興建西鐵。法官張澤判決時指出，顧問報告已清楚表明收地事在必行﹐九廣鐵路需為收地賠償一億一千萬元給受影響的400戶業主，遠超日後支線鐵路收益，證明港府並非單著眼於金錢收益，而罔顧小市民切身利益。
同年5月18日，荃灣華基工業中心困難廠戶代表在立法會議員鄧兆棠陪同下，前往規劃環境地政局遞交意見書及請願，祈望當局體恤苦況，向他們提供財政上的特別恩恤或借貸，以幫助他們渡過難關，盡早並順利遷出華基。而法定最後搬遷期為2000年3月31日，延至五月底。

### 廠戶不滿收地賠償 到東鐵車站示威
同年6月1日，因不滿賠償金額偏低及限期下周清場，五、六名廠戶先後在九廣東鐵九龍塘及上水火車站佔據部分月台示威達十小時，有廠戶一度情緒激動試圖跳軌抗議，與數十名警員在月台邊發生推撞，險象環生。受示威影響，警方一度封鎖火車站出入口及部分月台，估計全日有超過十萬名東鐵乘客受影響。

### 地政總署張貼最後通牒 授權大廈關閉
最終在未完全談妥賠償的情況下，地政總署於2000年9月21日在中心張貼最後通牒，促請仍未肯遷出的業主，必須在24日前停止佔用大廈單位，當局同日會進場清拆該幢大廈。廠戶認為如果當局願意墊支部分金錢，以便業主有足夠金錢向銀行屬契，事件便容易解決，對於收樓期限將至，倍感無奈。
9月25日早晨八時許，地政總署，授權大廈管理公司，強行將華基工業中心大閘關閉，不准廠戶的貨車上落貨，導致德士古道交通受阻達一小時。廠戶情緒最激動時，曾建議衝擊地政總署和九鐵。到場協調的民政署官員曾考慮要求警方‘剪爛’大閘﹐事件擾攘兩個多小時，廠戶拒絕接受即時發放的騷擾賠償，堅決死守華基。廠戶批評地政總署和民政總署兩個部門不協調，民政總署署長李麗娟前日曾承諾可酌情給予廠戶多三兩個星期安排搬遷，清理貨單等，廠戶斥責政府出爾反爾，累得署長李麗娟昨日要向廠戶說句：「不好意思」。

### 廠戶就搬遷問題發生警民衝突
9月26日，廠戶就西鐵工程而要搬遷問題再發生警民衝突，地政總署採取強硬行動，出動逾百名配有防暴裝備警員到場架起鐵馬及人牆展開清場，部分廠戶與在場警員發生推撞，更有人合力搶奪及推倒大門外鐵馬，場面一度混亂，稍後有關廠戶拉隊到政府總部門外請願，要求會晤特首對話，幸事件中並無任何人受傷。而清場前夕，零星廠戶不眠不休，爭取在最後期限的數十小時內，為自己的業務作最後衝刺，期能盡力把損失減至最低。唯有工友如常開著鍋爐煮熔五金原料，孰不知翌日一早返到華基時卻發現大廈已被重重封鎖，工友擔心心鍋爐燒得太熱會發生火災，於是告訴官方需上樓關爐﹐但官方卻不准其內進，並擅自將電掣關掉，再叫來消防員用鹹水喉噴向還在冒煙的機器。
華基廠戶批評政府處理華基的收地安排拖拖拉拉。對私有產權造成徹底破壞，一位商戶甚至因為絕望過甚，憤而跳樓企圖自殺。一位港府官員坦言，經過華基事件後，政府在收地時，會處理得更小心。
最終華基於2000年9月27日，被強行清拆。其中華基工業中心逾七百間廠房，令不少原本經營甚佳的工廠被迫結業，政府僅以實用面積每呎350元作賠償，三、四十名廠戶要求政府就賠償問題作調解及仲裁被拒，至今未獲賠償，有廠戶被迫領取綜援甚至因破產自殺。

## 後續發展
當年協助廠戶的立法會議員陳偉業指，當年政府收廠時指該處地基會受西鐵影響，一定要拆除，但現時該處興建了新樓盤環宇海灣，反映政府欺騙廠戶，又指政府稱若廠戶不滿意賠償可控告政府，等同欺壓廠戶。
截至2014年3月25日，地政總署共處理954宗賠償個案，當中有577宗業權賠償個案及377宗商業損失賠償個案；已圓滿達成賠償協議及領取全數賠償金額的共838宗，分別為513宗業權賠償個案及325宗商業損失賠償個案。然而，尚待達成賠償協議的116宗個案中，112宗個案已領取特別暫支補償款項，而餘下4宗申索人對賠償建議仍未有回覆。
截至2018年2月，地政署回應指現時由鐵路發展組繼續跟進華基個案，再次發信聯絡相關申索人；政府就華基事宜共賠償7億7千萬元。但未有回應會否繼續使用甲表丙表。